# 토마시 모티카
토마시 마레크 모티카(폴란드어: Tomasz Marek Motyka, 1981년 5월 8일~)는 폴란드의 펜싱 선수로 주 종목은 에페이다. 2008년 하계 올림픽에서 남자 에페 단체전 동메달을 획득했으며 세계 선수권 대회에서 동메달 1개를 획득했다.

## 수상

### 수훈
- 금빛 명예십자장(2008년)